# Хроника Холодной войны (1987 год)
Хронология Холодной войны
- 1943
- 1944
- 1945
- 1946
- 1947
- 1948
- 1949
- 1950
- 1951
- 1952
- 1953
- 1954
- 1955
- 1956
- 1957
- 1958
- 1959
- 1960
- 1961
- 1962
- 1963
- 1964
- 1965
- 1966
- 1967
- 1968
- 1969
- 1970
- 1971
- 1972
- 1973
- 1974
- 1975
- 1976
- 1977
- 1978
- 1979
- 1980
- 1981
- 1982
- 1983
- 1984
- 1985
- 1986
- 1987
- 1988
- 1989
- 1990
- 1991

- 16 января: Сторонники жёсткого партийного курса в СССР выступают против политики экономического переустройства Горбачёва (Перестройки). Горбачёв объявляет, что через инициативы гласности, общественных дебатов советский народ поддержит перестройку.
- 25 февраля: В Эстонии начинается «Фосфоритная война».
- 12 июня: Во время визита в Западный Берлин, ФРГ, Президент США Рональд Рейган бросает вызов-предложение Генеральному секретарю ЦК КПСС Михаилу Горбачёва в речи: «Мистер Горбачёв, снесите эту стену!» (Берлинскую стену).
- 10 сентября: Начинается битва при Куито Куанавале, которая ещё больше усиливает эскалацию пограничного конфликта в Южной Африке.
- 30 сентября: Мохаммад Наджибулла становится президентом Афганистана и реализует политику национального примирения как средство положить конец советско-афганской войне, а также начало прекращения повсеместного советского вмешательства во внутренние дела страны.
- 8 декабря: Договор о ликвидации ракет средней и меньшей дальности подписан в Вашингтоне, Президентом США Рональдом Рейганом и советским лидером Михаилом Горбачёвым. Некоторые позже утверждают, что это было неофициальное начало конца холодной войны. Михаил Горбачёв принимает договор START I.